# Alexei Wladimirowitsch Junin
Alexei Wladimirowitsch Junin (russ. Алексей Владимирович Юнин; * 5. August 1985) ist ein russischer Eisschnellläufer.
Alexei Junin ist ein Spezialist für die längeren Strecken. In einem starken russischen Team konnte sich Junin noch nicht endgültig durchsetzen, wird jedoch immer wieder vor allem für den Teamlauf eingesetzt. Bei den Europameisterschaften 2007 in Klobenstein wurde er 22. im Großen Vierkampf. Sein bislang größter Erfolg war der zweite Platz zusammen mit Jewgeni Lalenkow und Iwan Skobrew im Team beim Weltcup in Turin im Februar 2007.

## Eisschnelllauf-Weltcup-Platzierungen
| Platzierung | 100 m | 500 m | 1000 m | 1500 m | 3000/5000 m | 5000/10000 m | Team |
| ----------- | ----- | ----- | ------ | ------ | ----------- | ------------ | ---- |
| 1. Platz    |       |       |        |        |             |              |      |
| 2. Platz    |       |       |        |        |             |              | 1    |
| 3. Platz    |       |       |        |        |             |              |      |
| Top 10      |       |       |        |        |             |              | 1    |

(Stand: 4. Februar 2007)